# 威廉·考惠格
威廉·考惠格（英語：William Cowhig，1887年4月5日—1964年8月16日），英国男子竞技体操运动员。他曾获得1912年夏季奥运会体操比赛男子团体全能铜牌。他也参加了1908年和1920年夏季奥运会。